# Alpine A110 (2017)
Alpine A110 – samochód sportowy klasy kompaktowej produkowany pod francuską marką Alpine od 2017 roku.

## Historia i opis modelu

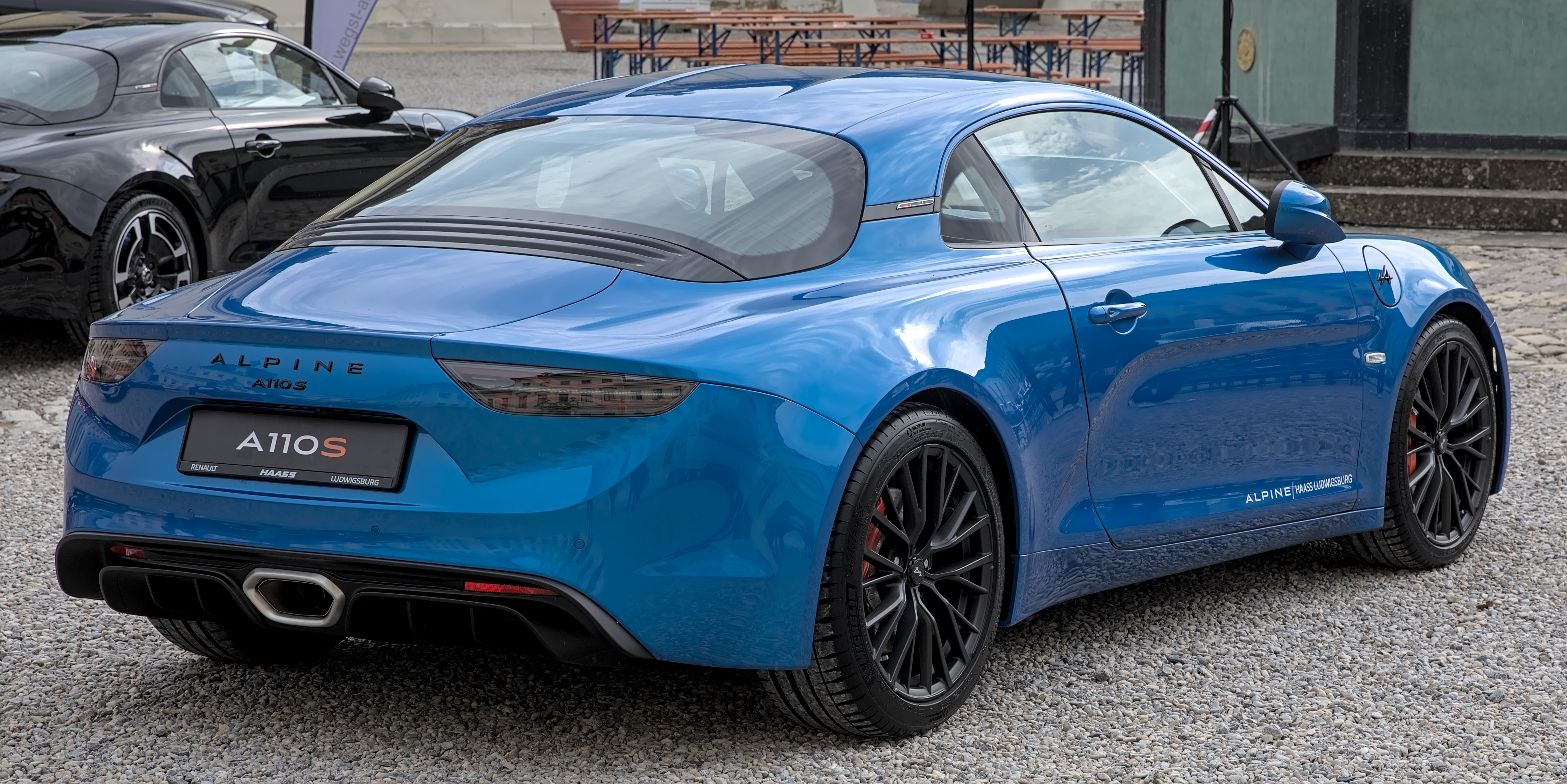
Alpine A110 - tył

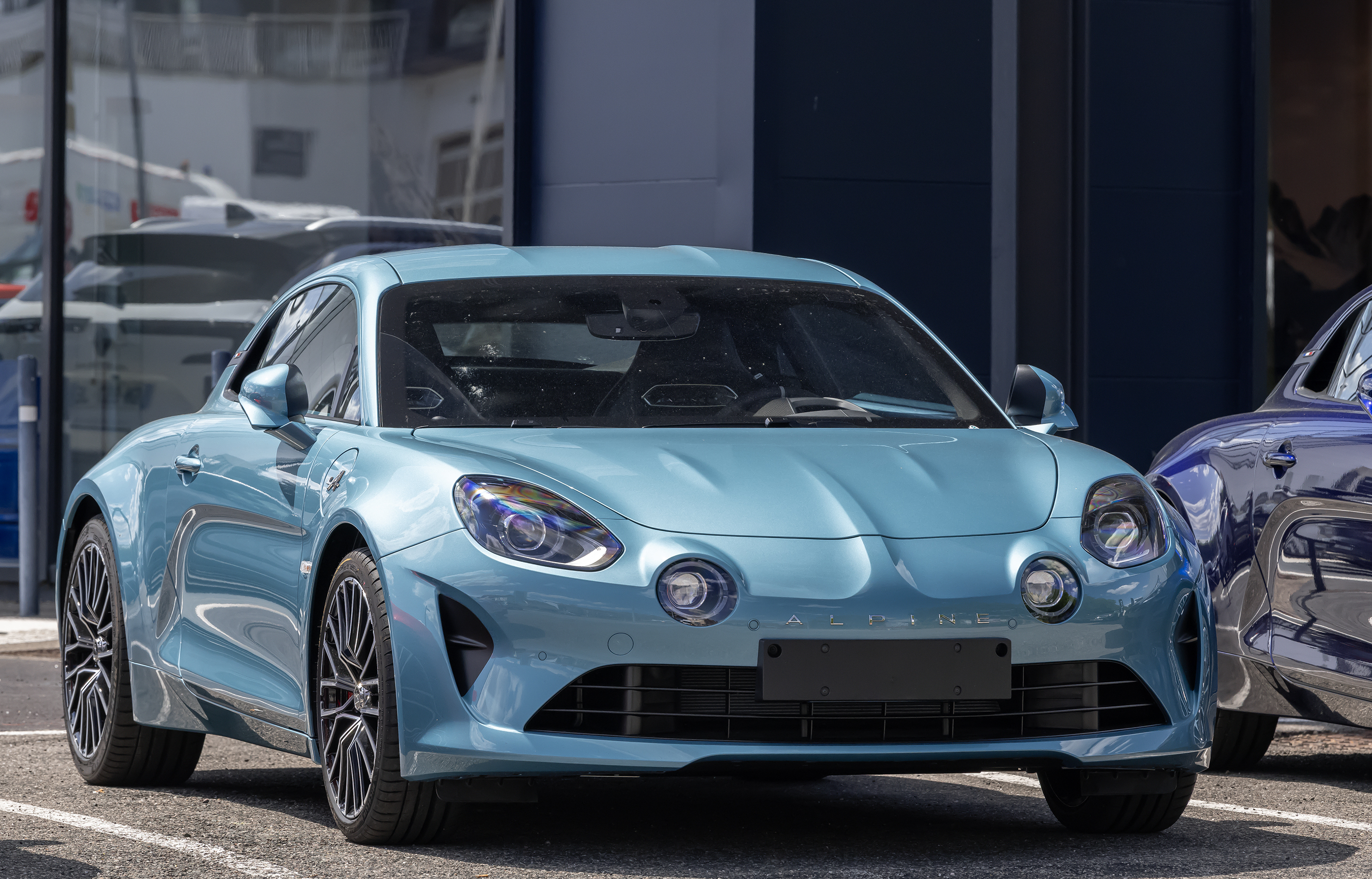
Alpine A110 GT

A110 to pierwszy seryjnie produkowany samochód sportowy marki Alpine od czasu zawieszenia jej działalności w 1995 roku. Jego premierę w marcu 2017 roku poprzedziła prezentacja studyjnego modelu Alpine Vision, który bezpośrednio oddawał kształty seryjnego modelu. Alpine A110 to bezpośredni hołd dla modelu o takiej samej nazwie z 1963 roku, co obrazuje przede wszystkim stylistyką. Zarówno kształt lamp, jak i proporcje nadwozia oraz inne kluczowe rozwiązania w jego wyglądzie są nowoczesną interpretacją słynnego francuskiego auta sportowego przedstawionego pół wieku wcześniej. 
W przeciwieństwie do protoplasty, nowe Alpine A110 jest co prawda samochodem tylnonapędowym, ale z silnikiem umieszczonym centralnie, a nie z tyłu. Czterocylindrowa jednostka napędowa ma pojemność 1,8 litra, 320 Nm maksymalnego momentu obrotowego i moc 252 KM, działając w połączeniu z siedmiobiegową, dwusprzęgłową automatyczną skrzynią biegów. Podczas jazdy, kierujący ma do dyspozycji trzy tryby jazdy - normalny, sportowy i ekstremalny Track. Maksymalna prędkość została ograniczona elektronicznie do 250 km/h. 
Sprzedaż Alpine A110 ruszyła na przełomie 2017 i 2018 roku. Z kolei w połowie 2018 roku otwarto pierwszy w historii punkt autoryzowanej sprzedaży samochodów Alpine w Polsce (w Katowicach).

### Alpine Célébration
Pierwszy model koncepcyjny przedstawiony w Le Mans w 2015 z okazji 60. rocznicy powstania marki Alpine. Zapowiadał wznowienie produkcji samochodów tej marki w postaci odnowionej wersji kultowego Alpine A110 Berlinette.

### Alpine Vision
Koncept nowego modelu Alpine. Oficjalnie zaprezentowany w 2016 roku w Monte Carlo w Monako, a następnie na targach samochodowych w Genewie. Według twórców prototyp w 80% odpowiadał zaplanowanej wersji produkcyjnej nowego modelu.
Gracze Gran Turismo w 2015 również doczekali się wersji Alpine Vision, która, podobnie jak Alpine Célébration, powstała w ramach świętowania 60. rocznicy założenia marki. Model dostępny w grze można było podziwiać w wersji 1:1 podczas Festival Automobile International w Paryżu.

### Alpine A110 Première Edition
Limitowana seria 1955 samochodów, które jako pierwsze zjechały z linii produkcyjnej po reaktywacji marki. Liczba wyprodukowanych aut nawiązywała do daty powstania Alpine. Auta wyprzedano w 5 dni.
Pierwszy model nowego Alpine 110 został wyposażony w umieszczony centralnie 4 cylindrowy silnik Renault Sport o pojemności 1,8 z turbodoładowaniem i wtryskiem bezpośrednim. Jednostka napędowa osiąga maksymalną moc 185 kW/252 KM i moment obrotowy 320 Nm. W połączeniu z niską masą Alpine A110 zyskuje optymalny stosunek mocy do wagi – 4,2 kg/KM. Samochód przyspiesza od 0 do 100 km/h w 4,5 sekundy.
Każdy z egzemplarzy tej serii został wyposażony w tabliczkę z numerem umieszczoną w konsoli centralnej i dostępny był w trzech kolorach nadwozia: Bleu Alpine (niebieski), Noir Profond (czarny), Blanc Solaire (biały). Ceny rezerwowanych egzemplarzy w Polsce rozpoczynały się od 256 000 zł.

### Alpine A110 Pure
Wersja Pure to jeden z dwóch pierwszych modeli z produkcji seryjnej. Ten model Alpine A110 pod względem specyfikacji technicznej nie różni się od Première Edition.
Alpine A110 Pure prezentowane jest jako lżejsza i prostsza forma o sportowym charakterze. Głównym elementem wyposażenia wyróżniającym tę wersję są ultralekkie kubełkowe fotele Sabelt o masie 13 kg. Wersja Pure posiada uboższe wyposażenie niż wersje Première i Légende, jednakże można ją wyspecyfikować do pełnego wyposażenia na życzenie.
Produkowany od 2018.

### Alpine A110 Légende
Légende to wersja GT z bogatszym wyposażeniem. Podobnie jak Pure, nie różni się pod względem technicznym od pierwowzoru: A110 Première Edition.
W standardowym wyposażeniu tej wersji znajdują się czujniki parkowania z kamerą cofania i system Focal Audio oraz aluminiowe pedały. Wnętrze i detale zewnętrzne mają nieco inny charakter niż w wersji Pure. Znajdziemy tu również fotele Sabelt, jednak już wykończone skórą oraz regulowane w wielu płaszczyznach.
Produkowany od 2018 roku.

### Alpine A110 S

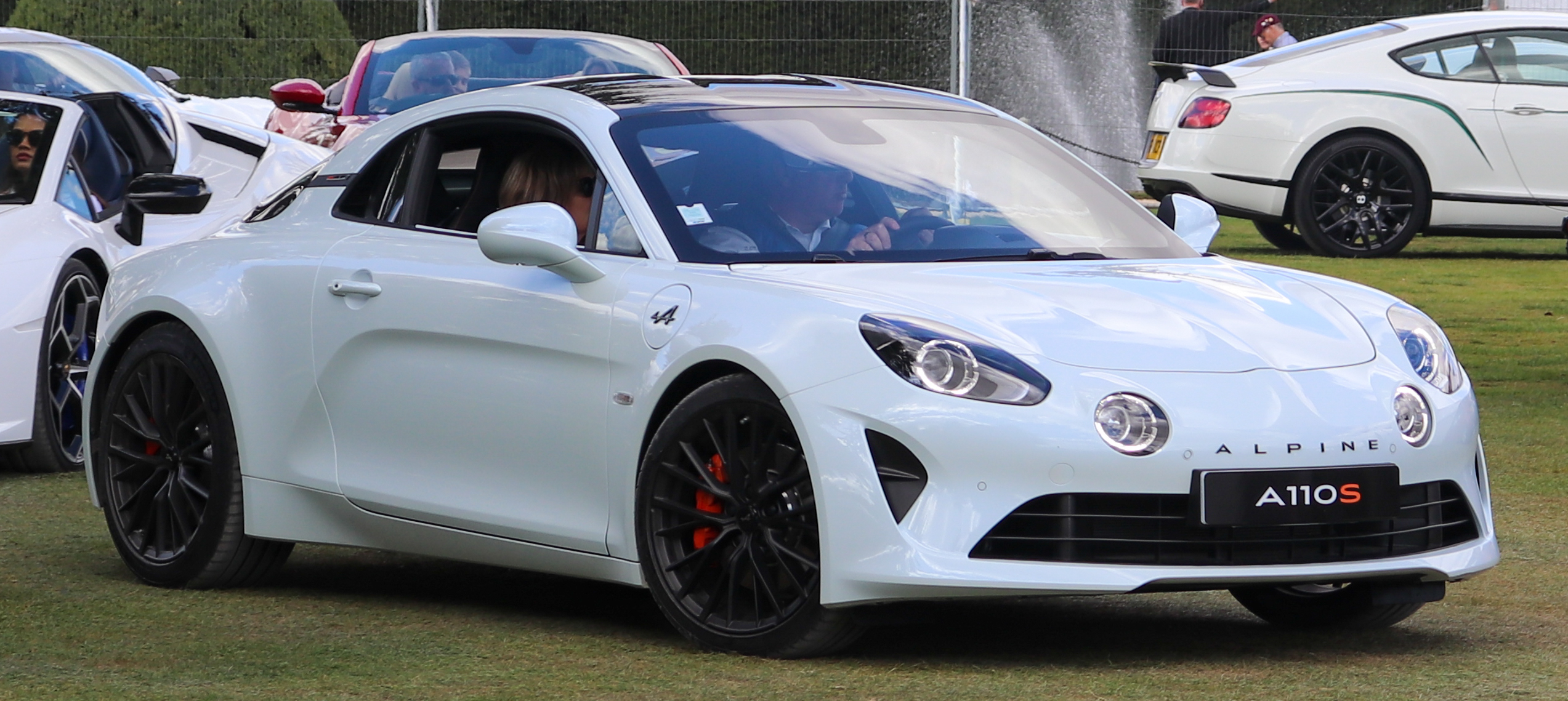
Alpine A110 S

Najszybsza z trzech dostępnych w seryjnej produkcji wersja A110. W porównaniu do poprzednich wersji Alpine A110S posiada mocniejszy turbodoładowany silnik 4-cylindrowy o pojemności 1,8, a moc wzrosła do 292 KM. A110S seryjnie została wyposażona w hamulce z wentylowanymi tarczami i zaciskami Brembo. Zmieniono również zawieszenie – wzmocniono stabilizator poprzeczny i zmieniono nastawy amortyzatorów. Zawieszenie jest niższe o 4 mm.
A110S wyróżnia się również stylistyką – detale i różne elementy zewnętrzne widoczne elementy (np. zaciski hamulców, czy przeszycia elementów wnętrza) są w kolorze pomarańczowym i podkreślają indywidualny charakter tej wersji A110.
Produkowany od 2019 roku.

### Alpine A110 Rally

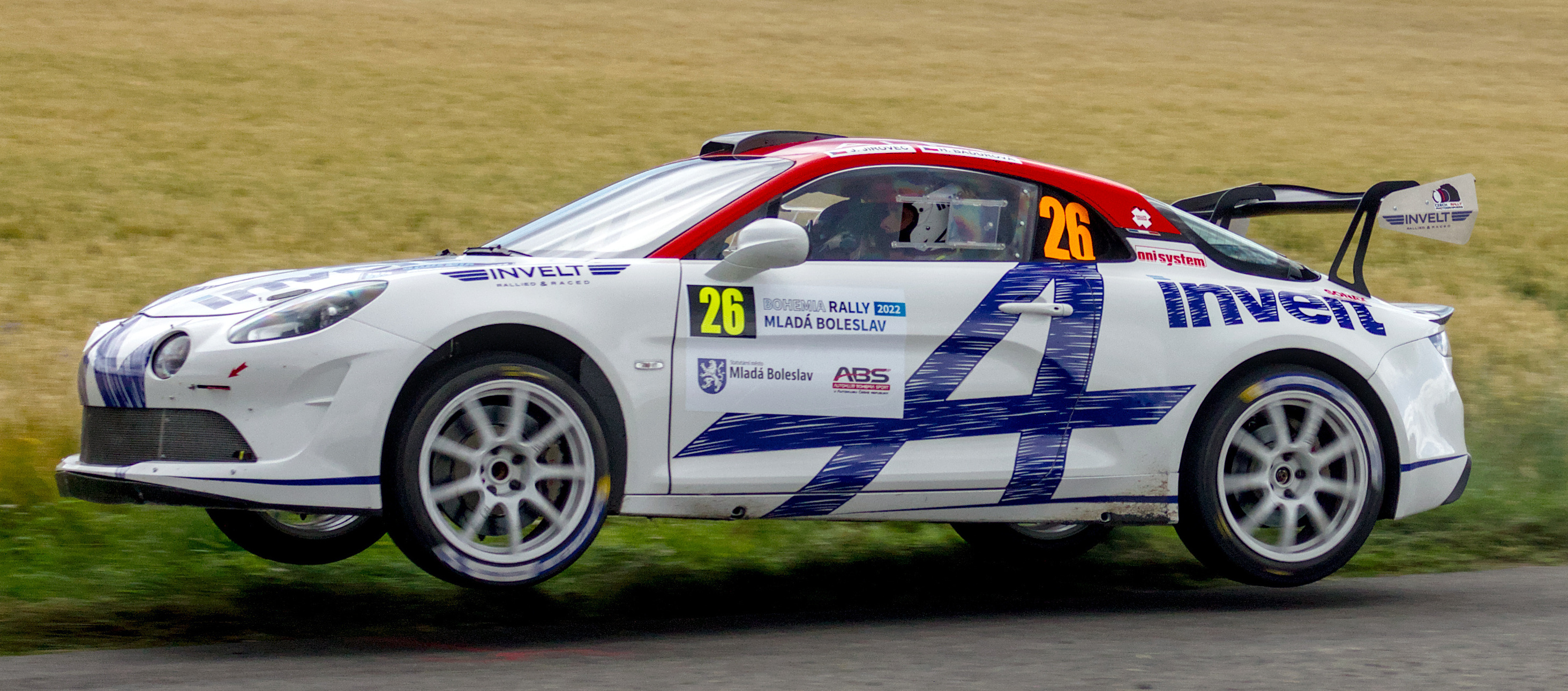
Alpine A110 Rally

Trzecia rajdowa odsłona modelu A110 (wcześniej dostępne były Alpine A110 Cup i GT4) stworzona we współpracy z Signatech. Została oficjalnie zaprezentowana podczas Rallye Mont-Blanc Morzine we wrześniu 2019, a pierwsze testy dla klientów odbyły się w ramach rajdu Rallye du Var dwa miesiące później.
Alpine A110 Rally jest wyposażone w turbodoładowy silnik o pojemności 1,8l i mocy 320 lub 330 KM (w zależności od rodzaju paliwa) i sześciobiegową sekwencyjną skrzynię biegów. Waży 1080 kg.
Pierwsze egzemplarze będą dostępne w sprzedaży na początku 2020 roku.

### Silniki
- R4 1.8 TCE 252 KM
- R4 1.8 TCE 292 KM